# Милованович, Миодраг
Миодраг «Луне» Милованович (серб. Миодраг "Луне" Миловановић; 12 февраля 1921, Добри-Дол — апрель 1944, там же) — югославский партизан, участник Народно-освободительной войны Югославии. Народный герой Югославии, воинское звание — майор.

## Биография
Родился 12 февраля 1921 в селе Добри-Дол близ Ужице в бедной крестьянской семье. Учился в Ужицкой реальной гимназии, в годы учёбы вступил в молодёжное революционное движение и был принят сначала в ряды Союза коммунистической молодёжи Югославии, а затем и в ряды Коммунистической партии Югославии.
Летом 1941 года, окончив 8 класс гимназии, ушёл в партизанский отряд (там он был известен под именем Луне) и за годы войны прошёл трудный военный путь от рядового солдата до заместителя командира 2-й пролетарской ударной бригады. Участвовал в сражениях в Сербии, Санджаке, Далмации, Боснии и Герцеговине. Проявил своё мужество в битвах близ Манячи, Ливна, Мостара и на Сутьеске.
11 июня 1942 года в битве при Гате в Герцеговине Миодраг во главе со своим батальоном вёл тяжёлый и упорный бой против тяжело вооружённых войск неприятеля. Несмотря на тотальное превосходство противника и гибель в бою родного брата Любодрага, Миодраг не оставил позицию и удержал её. Как один из наиболее храбрых бойцов, уже на Первом конгрессе антифашистской молодёжи Югославии его избрали в Центральный комитет основанного тогда Объединения союзов антифашистской молодёжи Югославии.
В апреле 1944 года 2-я и 5-я дивизии НОАЮ попытались организовать прорыв в Сербию близ Валево. Луне очень долго не был на своей исторической родине и стремился попасть туда как можно скорее. В ходе марша его бригада перерезала железную дорогу Ужице — Пожега близ Добри-Дола — села, где родился Миодраг — и задержала немецкий бронепоезд. Немецкие войска, которых сюда перебрасывали, вступили в бой с партизанами. Бригада вынуждена была отступить в село, но сам Миодраг не сдавался до конца сражения. Только под самый конец, когда силы партизан были разбиты, Луне рухнул на землю после выстрела в голову. Спустя несколько дней он скончался.

## Награды
20 мая 1944 года Миодраг Милованович был посмертно награждён званием Народного героя Югославии.

## Память
Миодраг и Любодраг были похоронены на Борисавлевическом кладбище недалеко от своего дома. 
- В память о храбром партизане Луне была названа деревня Луново Село, которая в послевоенные годы образовалась за счёт объединения деревень Каменицы, Бьелотичей и Пониковицы.
- В честь Луне были названы школа в Лужницкой долине и Ужицкая гимназия.